# Argentinische Formel-4-Meisterschaft 2021
Die argentinische Formel-4-Meisterschaft 2021 (offiziell Campeonato de Argentina de Fórmula 4 certified by FIA 2021) war die erste Saison der argentinischen Formel-4-Meisterschaft. Es gab 14 Rennen welche in Argentinien stattfanden. Die Meisterschaft begann am 17. April in Concordia und endete am 18. November in Alta Gracia. 

## Fahrer

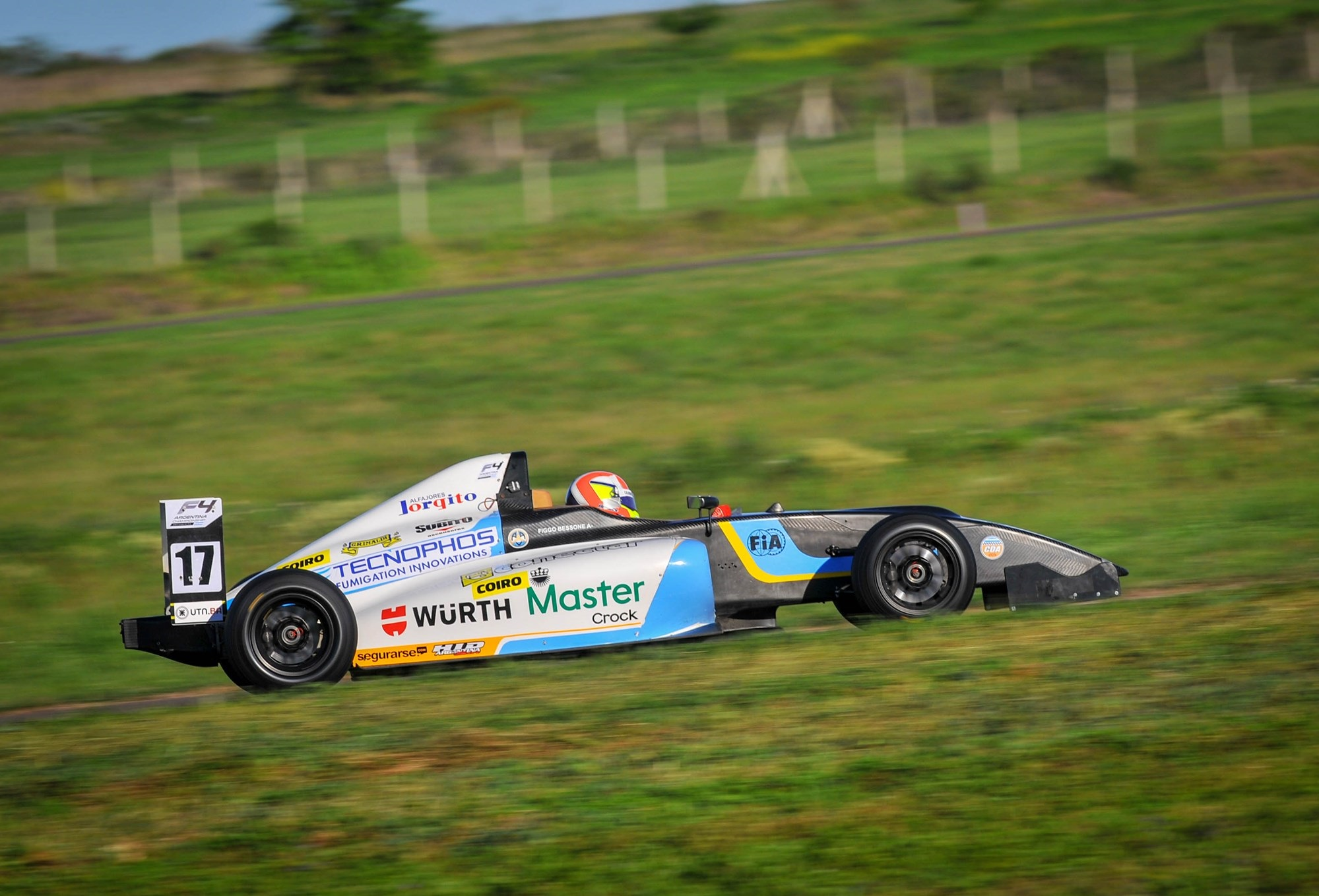
Figgo Bessone beim zweiten Rennwochenende in Concepción del Uruguay

Alle Fahrer verwendeten das Chassis Mygale M14-F4, den Geely 2,0-Liter-G-Power-JLD-4G20-Motor und Reifen Pirelli.
| Auto # | Fahrer            | Rennwochenende | Quelle |
| ------ | ----------------- | -------------- | ------ |
| 07     | Ignacio Grippo    | 2              | [ 1 ]  |
| 07     | Mateo Nuñez       | 3              | [ 2 ]  |
| 028    | Mateo Nuñez       | 4–6            | [ 2 ]  |
| 010    | Thiago Martínez   | 1              | [ 3 ]  |
| 011    | Pablo Grippo      | 1              | [ 3 ]  |
| 012    | Federico Hermida  | Alle           | [ 3 ]  |
| 013    | Bautista Dose     | 1              | [ 4 ]  |
| 014    | Pablo Collazo     | Alle           | [ 3 ]  |
| 015    | Ramiro Alcaine    | 1              | [ 3 ]  |
| 016    | Luciano Martínez  | 1–3            | [ 3 ]  |
| 017    | Figgo Bessone     | Alle           | [ 3 ]  |
| 020    | Gerónimo Nuñez    | 5–6            | [ 5 ]  |
| 021    | Lucas Bohdanowicz | 2–5            | [ 6 ]  |
| 022    | Tomás Pellandino  | 4              | [ 7 ]  |
| 023    | Lucas Yerobi      | 4              | [ 7 ]  |
| 027    | Cristobal Riestra | 3              | [ 2 ]  |
| 042    | Joaquín Bonnet    | 4              | [ 7 ]  |
| 071    | Rodrigo Gutiérrez | 5              | [ 8 ]  |
| 077    | Braian Quevedo    | 2–3, 5–6       | [ 9 ]  |
| 088    | Valentino Mini    | 6              | [ 10 ] |
| 099    | Bautista Damiani  | 2, 4           | [ 9 ]  |
| 111    | Ayrton Chorne     | 5              | [ 11 ] |

## Rennkalender
Es gab sechs Veranstaltungen auf vier Strecken zu je zwei oder drei Rennen, welche allesamt in Argentinien stattfanden. Das ursprünglich als zweiter Lauf geplante Rennwochenende in Concepción del Uruguay wurde später als dritter Lauf abgehalten. Das für Anfang September geplante Rennwochenende in Rosario wurde abgesagt, bei den darauffolgenden zwei Rennwochenenden in Concepción del Uruguay sowie Buenos Aires wurden jeweils ein weiteres Rennen als Kompensation abgehalten. Anfänglich hätte ein jedes Rennwochenende im Rahmenprogramm der neu geschaffenen TCR South America abgehalten werden sollen, aufgrund von Reisebeschränkungen wurde diese Idee jedoch verworfen. Die letzten zwei Rennwochenenden fanden dann dennoch im Rahmenprogramm statt.
| Nr. | Datum         | Rennstrecke                                                    | Sieger            | Zweiter          | Dritter           | Pole-Position     | Schnellste Rennrunde |
| --- | ------------- | -------------------------------------------------------------- | ----------------- | ---------------- | ----------------- | ----------------- | -------------------- |
| 01. | 17. April     | Autódromo Ciudad de Concordia (Concordia)                      | Federico Hermida  | Figgo Bessone    | Pablo Collazo     | Federico Hermida  | Federico Hermida     |
| 02. | 18. April     | Autódromo Ciudad de Concordia (Concordia)                      | Federico Hermida  | Pablo Collazo    | Thiago Martínez   |                   | Pablo Collazo        |
| 03. | 19. Juni      | Autódromo Juan y Oscar Alfredo Gálvez (Buenos Aires 1)         | Lucas Bohdanowicz | Federico Hermida | Figgo Bessone     | Lucas Bohdanowicz | Luciano Martínez     |
| 04. | 19. Juni      | Autódromo Juan y Oscar Alfredo Gálvez (Buenos Aires 1)         | Lucas Bohdanowicz | Braian Quevedo   | Luciano Martínez  |                   | Lucas Bohdanowicz    |
| 05. | 31. Juli      | Autódromo de Concepción del Uruguay (Concepción del Uruguay 1) | Federico Hermida  | Braian Quevedo   | Mateo Nuñez       | Federico Hermida  | Federico Hermida     |
| 06. | 31. Juli      | Autódromo de Concepción del Uruguay (Concepción del Uruguay 1) | Federico Hermida  | Braian Quevedo   | Mateo Nuñez       |                   | Federico Hermida     |
| —.  | 09. September | Autódromo Municipal Juan Manuel Fangio (Rosario)               | Abgesagt          | Abgesagt         | Abgesagt          | Abgesagt          | Abgesagt             |
| —.  | 10. September | Autódromo Municipal Juan Manuel Fangio (Rosario)               | Abgesagt          | Abgesagt         | Abgesagt          | Abgesagt          | Abgesagt             |
| 07. | 02. Oktober   | Autódromo de Concepción del Uruguay (Concepción del Uruguay 2) | Federico Hermida  | Figgo Bessone    | Mateo Nuñez       | Federico Hermida  | Federico Hermida     |
| 08. | 02. Oktober   | Autódromo de Concepción del Uruguay (Concepción del Uruguay 2) | Federico Hermida  | Joaquín Bonnet   | Mateo Nuñez       |                   | Federico Hermida     |
| 09. | 03. Oktober   | Autódromo de Concepción del Uruguay (Concepción del Uruguay 2) | Federico Hermida  | Mateo Nuñez      | Tomás Pellandino  |                   | Federico Hermida     |
| 10. | 12. November  | Autódromo Juan y Oscar Alfredo Gálvez (Buenos Aires 2)         | Federico Hermida  | Braian Quevedo   | Mateo Nuñez       | Federico Hermida  | Federico Hermida     |
| 11. | 13. November  | Autódromo Juan y Oscar Alfredo Gálvez (Buenos Aires 2)         | Federico Hermida  | Braian Quevedo   | Rodrigo Gutiérrez |                   | Braian Quevedo       |
| 12. | 13. November  | Autódromo Juan y Oscar Alfredo Gálvez (Buenos Aires 2)         | Gerónimo Nuñez    | Figgo Bessone    | Rodrigo Gutiérrez |                   | Federico Hermida     |
| 13. | 04. Dezember  | Autódromo Oscar Cabalén (Alta Gracia)                          | Braian Quevedo    | Valentino Mini   | Figgo Bessone     | Valentino Mini    | Braian Quevedo       |
| 14. | 04. Dezember  | Autódromo Oscar Cabalén (Alta Gracia)                          | Braian Quevedo    | Valentino Mini   | Federico Hermida  |                   | Valentino Mini       |

## Wertungen

### Punktesystem
Bei jedem Rennen bekamen die ersten zehn des Rennens 25, 18, 15, 12, 10, 8, 6, 4, 2 bzw. 1 Punkt(e), für das erste und letzte Rennwochenende gab es doppelte Punkte. Es gab einen Punkt für die Pole-Position sowie jeweils einen Fixpunkt sobald ein Fahrer an einem Rennwochenende teilnahm, für die schnellste Rennrunde gab es keine Punkte. 
| Punkteverteilung     | Punkteverteilung | Punkteverteilung | Punkteverteilung | Punkteverteilung | Punkteverteilung | Punkteverteilung | Punkteverteilung | Punkteverteilung | Punkteverteilung | Punkteverteilung | Punkteverteilung | Punkteverteilung | Punkteverteilung |
| -------------------- | ---------------- | ---------------- | ---------------- | ---------------- | ---------------- | ---------------- | ---------------- | ---------------- | ---------------- | ---------------- | ---------------- | ---------------- | ---------------- |
| Platz                | 1                | 2                | 3                | 4                | 5                | 6                | 7                | 8                | 9                | 10               | PP               | SR               | TE               |
| Rennwochenende 1 & 6 | 50               | 36               | 30               | 24               | 20               | 16               | 12               | 8                | 4                | 2                | 1                | –                | 1                |
| Rennwochenende 2–5   | 25               | 18               | 15               | 12               | 10               | 8                | 6                | 4                | 2                | 1                | 1                | –                | 1                |

### Fahrerwertung
| Pos. | Fahrer         | CON | CON | BA1 | BA1 | CN1 | CN1 | CN2 | CN2 | CN2 | BA2 | BA2 | BA2 | AGA | AGA | TE | Punkte |
| Pos. | Fahrer         | R1  | R2  | R1  | R2  | R1  | R2  | R1  | R2  | R3  | R1  | R2  | R3  | R1  | R2  | TE | Punkte |
| ---- | -------------- | --- | --- | --- | --- | --- | --- | --- | --- | --- | --- | --- | --- | --- | --- | -- | ------ |
| 01   | F. Hermida     | 1   | 1   | 2   | 4   | 1   | 1   | 1   | 1   | 1   | 1   | 1   | 6   | 5   | 3   | 6  | 373    |
| 02   | F. Bessone     | 2   | 4   | 3   | 5   | 5   | 4   | 2   | 4   | 4   | 5   | 4   | 2   | 3   | 6   | 6  | 241    |
| 03   | B. Quevedo     |     |     | 4   | 2   | 2   | 2   |     |     |     | 2   | 2   | 7   | 1   | 1   | 4  | 212    |
| 04   | M. Nuñez       |     |     |     |     | 3   | 3   | 3   | 3   | 2   | 3   | 6   | 5   | 4   | DNF | 4  | 139    |
| 05   | P. Collazo     | 3   | 2   | DNF | 7   | DNF | 7   | WD  | WD  | WD  | DNF | DNS | DNF | 6   | 4   | 6  | 124    |
| 06   | L. Bohdanowicz |     |     | 1   | 1   | 4   | 5   | 5   | DNF | 6   | 7   | DNS | DNS |     |     | 4  | 101    |
| 07   | G. Nuñez       |     |     |     |     |     |     |     |     |     | 4   | 5   | 1   | 7   | 5   | 2  | 81     |
| 08   | V. Mini        |     |     |     |     |     |     |     |     |     |     |     |     | 2   | 2   | 1  | 74     |
| 09   | L. Martínez    | DNF | 7*  | 7*  | 3   | 6   | 6   |     |     |     |     |     |     |     |     | 3  | 52     |
| 10   | T. Martínez    | 5   | 3   |     |     |     |     |     |     |     |     |     |     |     |     | 1  | 51     |
| 11   | J. Bonnet      |     |     |     |     |     |     | 4   | 2   | 5   |     |     |     |     |     | 1  | 41     |
| 12   | P. Grippo      | 4   | 6   | 000 | 000 | 000 | 000 | 000 | 000 | 000 | 000 | 000 | 000 | 000 | 000 | 1  | 41     |
| 13   | R. Gutiérrez   |     |     |     |     |     |     |     |     |     | 6   | 3   | 3   |     |     | 1  | 39     |
| 14   | T. Pellandino  |     |     |     |     |     |     | 6   | 5   | 3   |     |     |     |     |     | 1  | 34     |
| 15   | B. Damiani     | 000 | 000 | 5   | 6   |     |     | 7   | 6   | DNF |     |     |     |     |     | 2  | 34     |
| 16   | B. Dose        | DNP | 5   |     |     |     |     |     |     |     |     |     |     |     |     | 1  | 21     |
| 17   | A. Chorne      |     |     |     |     |     |     |     |     |     | 8   | DNF | 4   |     |     | 1  | 17     |
| 18   | R. Alcaine     | 6   | DNF |     |     |     |     |     |     |     |     |     |     |     |     | 1  | 17     |
| 19   | L. Yerobi      |     |     |     |     |     |     | 8   | 7   | 7   |     |     |     |     |     | 1  | 17     |
| 20   | I. Grippo      |     |     | 6   | 8   |     |     |     |     |     |     |     |     |     |     | 1  | 13     |
| 21   | C. Riestra     |     |     |     |     | 7*  | DNS |     |     |     |     |     |     |     |     | 1  | 7      |
| Pos. | Fahrer         | R1  | R2  | R1  | R2  | R1  | R2  | R1  | R2  | R3  | R1  | R2  | R3  | R1  | R2  | TE | Punkte |
| Pos. | Fahrer         | CON | CON | BA1 | BA1 | CN1 | CN1 | CN2 | CN2 | CN2 | BA2 | BA2 | BA2 | AGA | AGA | TE | Punkte |

| Legende       | Legende                        | Legende                                                              |
| Farbe         | Abkürzung                      | Bedeutung                                                            |
| ------------- | ------------------------------ | -------------------------------------------------------------------- |
| Gold          | –                              | Sieg                                                                 |
| Silber        | –                              | 2. Platz                                                             |
| Bronze        | –                              | 3. Platz                                                             |
| Grün          | –                              | 4. bis 10. Platz                                                     |
| Hellblau      | –                              | 10. Platz aufwärts (punktberechtigt)                                 |
| Blau          | –                              | Klassifiziert außerhalb der Punkteränge                              |
| Dunkelblau    | –                              | Klassifiziert innerhalb der Punkteränge aber keine Punktberechtigung |
| Violett       | DNF                            | Rennen nicht beendet (did not finish)                                |
| Violett       | NC                             | nicht klassifiziert (not classified)                                 |
| Rot           | DNQ                            | nicht qualifiziert (did not qualify)                                 |
| Rot           | DNPQ                           | in Vorqualifikation gescheitert (did not pre-qualify)                |
| Schwarz       | DSQ                            | disqualifiziert (disqualified)                                       |
| Weiß          | DNS                            | nicht am Start (did not start)                                       |
| Weiß          | WD                             | zurückgezogen (withdrawn)                                            |
| ohne          | PO                             | nur am Training teilgenommen (practiced only)                        |
| ohne          | DNP                            | nicht am Training teilgenommen (did not practice)                    |
| ohne          | INJ                            | verletzt oder krank (injured)                                        |
| ohne          | EX                             | ausgeschlossen (excluded)                                            |
| ohne          | DNA                            | nicht erschienen (did not arrive)                                    |
| ohne          | C                              | Rennen abgesagt (cancelled)                                          |
| ohne          | keine Teilnahme                |                                                                      |
| sonstige      | P/fett                         | Pole-Position                                                        |
| sonstige      | SR/kursiv                      | Schnellste Rennrunde                                                 |
| sonstige      | Q                              | Extrapunkte für Pole-Position                                        |
| sonstige      | X                              | Extrapunkte für gewonnene Positionen                                 |
| sonstige      | *                              | nicht im Ziel, aufgrund der zurückgelegten Distanz aber gewertet     |
| sonstige      | ()                             | Streichresultate                                                     |
| unterstrichen | Führender in der Gesamtwertung |                                                                      |